# 平塚市シャトルバス
平塚市シャトルバス（ひらつかしシャトルバス）は、神奈川県平塚市のシャトルバス。神奈川中央交通（平塚営業所）が受託して運行している。

## 運行内容
- 大人260円、小学生､割引運賃適用者130円、幼児無料
  - ICカード・回数券等の利用は不可。
- 運行日 - 市民病院の外来受診日。
- 運休日 - 土曜日、日曜日、祝日、年末年始は運休。

## 現行路線
- 横内ルート：大神 → 相模神田 → 〔 神田小学校前 → 田村車庫 → 横内団地前 → 市場前 〕 → 大野農協前 → 東中原住宅 → 中原中宿 → 共済病院前総合公園西 → 市民病院前
- 神田ルート：大神 - 相模神田 - 〔 田村十字路 - 平塚市リサイクルプラザ - 東真土 - 真土 〕 - 大野農協前 - (東中原住宅 →)(← 住宅前)(この間は横内ルートと同じ) - 市民病院前
  - 〔　〕内の区間が各ルートで異なる経由地。
  - 市内各地から平塚市民病院を結ぶ路線である。なお、市民病院発大神行きは「中原東〜大神」は降車のみの取扱い、大神発市民病院行きは「大神〜中原東」は乗車のみの取扱いのクローズドドアシステムを採用している。
  - 運行は、往路は神田ルートで平日午前2便、横内ルートで平日午前と午後の各1本ずつ、復路は昼の神田ルート1本のみ[1][2][3]。
  - 住宅前バス停は市民病院発大神行きのみ、東中原住宅バス停は大神発市民病院行きのみ運用[1][4]。

## 車両
2018年3月までは、日野・リエッセ（ひ100）が使用されていたが、老朽化に伴い、同年4月より日野・ポンチョ（ひ100）が使用される予定。